# Чанчжэн-6
«Чанчжэн-6» или Chang Zheng-6 (CZ-6) или Long March-6 (LM-6) (буквально «Великий поход-6») — китайская трёхступенчатая жидкостная ракета-носитель лёгкого класса семейства «Чанчжэн». Первая ракета-носитель из новой линейки китайских ракет, работающих на экологически чистом топливе: смеси керосина (горючее) и жидкого кислорода (окислитель). Кроме базовой лёгкой модификации «Чанчжэн-6» выпускаются и эксплуатируются носители «Чанчжэн-6A» и «Чанчжэн-6C», значительно отличающиеся по конструкции и способные выводить бо́льшую полезную нагрузку.
Различные модификации ракеты-носителя «Чанчжэн-6» разработаны Шанхайской академией технологии космических полётов (англ. Shanghai Academy of Spaceflight Technology (SAST)) совместно с Китайской корпорацией аэрокосмических наук и технологий (англ. China Aerospace Science and Technology Corporation (CASC)).
Базовая модификация «Чанчжэн-6» позволяет выводить на солнечно-синхронную орбиту высотой 700 км космические аппараты весом до 1 тонны. Первый запуск осуществлён 20 сентября 2015 года. Модификация «Чанчжэн-6A», первый запуск которой состоялся 29 марта 2022 года, способна вывести на ту же орбиту до 4 тонн, а «Чанчжэн-6C», впервые запущенная 7 мая 2024 года, - до 2 тонн.

## Предпосылки создания
Необходимость в новых ракетах-носителях у Китая возникла в конце 90-х — начале 2000-х годов. Развитие космической программы требовало вывода компонентов орбитальных станций, регулярных грузовых и пилотируемых миссий на низкую опорную орбиту, вывода тяжёлых спутников на геостационарную орбиту, а также запуска исследовательских аппаратов Солнечной системы. Целью было создание линейки безопасных, надёжных и экономичных ракет-носителей, покрывающих полный спектр полезных нагрузок, от лёгких до тяжёлых, которые впоследствии смогли бы полностью заменить действующие ракеты серий Чанчжэн-2, 3 и 4. Важным шагом стало решение перейти с высокотоксичной и дорогостоящей топливной пары гидразин и тетраоксид диазота на более безопасные, производительные и экономически выгодные керосин, жидкий кислород и жидкий водород.
Проект анонсировали в 2001 году, однако серьёзные работы по его развитию начались только в 2007. Изначальные планы включали в себя создание семейства модульных ракет «Чанчжэн-5», разные модификации которых могли бы доставлять на низкую опорную орбиту грузы от 1,5 до 25 т. Впоследствии, было проведено разделение на отдельные серии по выводимой полезной нагрузке: легкого класса — «Чанчжэн-6», среднего класса — «Чанчжэн-7» и тяжёлого класса — «Чанчжэн-5». Вся новая линейка ракет-носителей использует общие структурные компоненты, в том числе ракетные двигатели, что позволило существенно снизить как время, так и стоимость разработки и производства.

## История
В сентябре 2009 года программа разработки ракеты-носителя «Чанчжэн-6» была утверждена для выполнения, главным разработчиком назначена Shanghai Academy of Spaceflight Technology (SAST). Первый запуск «Чанчжэн-6» состоялся в 2015 году. Впоследствии, в 2022-2024 годах, в серии «Чанчжэн-6» появились модификации, значительно отличающиеся от базовой модели и способные выводить на орбиту бо́льшие полезные нагрузки.

## Чанчжэн-6
Первая модификация ракет Чанчжэн-6, трёхступенчатый носитель лёгкого класса.

### Первая ступень
Первая ступень являет собой укороченный вариант бокового ускорителя CZ-5-300, используемого на ракете-носителе «Чанчжэн-5», с одним двигателем YF-100 вместо двух. Такой же двигатель используется для первой ступени и боковых ускорителей ракеты-носителя «Чанчжэн-7».
Ступень 3,35 м в диаметре, около 15 метров в длину и вмещает 76 т компонентов топлива (керосин и жидкий кислород). Выполнена из алюминиевого сплава, топливные баки с отдельными переборками, бак для окислителя располагается над баком для горючего, трубопровод для жидкого кислорода проходит по центру сквозь бак для керосина, к двигателю.
Двигатель YF-100 развивает тягу 1177 кН на уровне моря и 1340 кН в вакууме. Удельный импульс — 300 с на уровне моря и 335 с в вакууме.
Для контроля вращения ступень оборудована четырьмя двигателями с тягой 1 кН каждый, работающими на смеси керосина и пероксида водорода. Контроль рысканья и тангажа осуществляется за счёт движения главного двигателя по двум осям направления.
Наверху ступени расположена конусовидная промежуточная структура длиной около 3,7 м, которая уменьшает диаметр до 2,25 м для соединения со второй ступенью.

### Вторая ступень
Диаметр второй ступени составляет 2,25 м, высота — 7,3 м. Топливные баки выполнены из алюминиевого сплава и вмещают 15 150 кг керосина и жидкого кислорода. Стабилизация содержимого баков осуществляется сжатым гелием.
Ступень оборудована одним двигателем YF-115, производящим 175 кН тяги с удельным импульсом 336 с. 4 таких двигателя используются на второй ступени ракеты-носителя Чанчжэн-7.
Контроль рысканья и тангажа осуществляется за счёт движения главного двигателя по двум осям направления. Контроль вращения ступени осуществляется 4 двигателями с тягой 25 Н каждый, использующими для работы керосин и пероксид водорода.

### Третья ступень
Третья ступень оборудована 4 двигателями YF-85, использующими в качестве топлива керосин и пероксид водорода. Cуммарная тяга двигателей — 4 кН. Двигатели способны запускаться повторно, обеспечивая возможность вывода полезной нагрузки на различные орбиты с высокой точностью.
Высота ступени составляет около 1,8 м, диаметр — 2,25 м. В верхней части находится адаптер, к которому закрепляется полезная нагрузка.
Контроль положения ступени обеспечивают 8 двигателей, с тягой по 100 Н каждый.

### Головной обтекатель
Используется композитный обтекатель длиной 5,7 м и диаметром 2,6 м, который вмещает в себя третью ступень и полезную нагрузку.

## Чанчжэн-6A
В 2022 году состоялся первый полет ракеты, официально названной «модифицированной Чанчжэн-6» и известной под обозначением Чанчжэн-6А. Носитель Чанчжэн-6A во многом основан на технологиях и решениях, примененных при создании Чанчжэн-6, но значительно отличается от неё по конструкции и возможностям. Чанчжэн-6А имеет удлинённую первую ступень с двумя двигателями YF-100, вторую ступень того же диаметра, что и первая (3,35 м) с двигателем YF-115, и четыре стартовых твердотопливных ускорителя. Чанчжэн-6А выводит до 4 т на солнечно-синхронную орбиту высотой 700 км и близка по возможностям к носителям среднего класса Чанчжэн-7 и Чанчжэн-8.

## Чанчжэн-6C
В мае 2024 года впервые запущена ещё одна модификация ракеты Чанчжэн-6 — Чанчжэн-6C (встречается также обозначение Чанчжэн-6В). Первая ступень этого носителя, оснащенная, как и у Чанчжэн-6A, двумя двигателями YF-100, тягой по 120 тонн каждый, имеет диаметр 3.35 метра, но несколько меньшую, чем у Чанчжэн-6A, длину. Вторая ступень нового носителя имеет диаметр 2.9 метра и кислородно-керосиновый двигатель тягой 18 тонн с возможностью многократного включения. Дополнительные стартовые ускорители отсутствуют. Носитель Чанчжэн-6C может вывести до 4000 кг на низкую орбиту и до 2000 кг на солнечно-синхронную орбиту высотой 700 км.